# Monohelea similis
Monohelea similis är en tvåvingeart som först beskrevs av Maurice Emile Marie Goetghebuer 1927.  Monohelea similis ingår i släktet Monohelea och familjen svidknott.
Artens utbredningsområde är Belgien. Inga underarter finns listade i Catalogue of Life.